# Каразыбаш
Каразыбаш (баш. Ҡараҙыбаш) — деревня в Шаранском районе Республики Башкортостан Российской Федерации. Входит в состав Старотумбагушевского сельсовета.

## География

### Географическое положение
Расположена на автодороге «Шаран — Чекмагуш». Расстояние до:
- районного центра (Шаран): 4 км,
- центра сельсовета (Старотумбагушево): 3 км,
- ближайшей ж/д станции (Туймазы): 40 км.

## Этимология
Название произошло от названия местности, которое состоит из гидронима «Каразы» и слова «баш» (исток, верховье).

## История
В 1920 году по данным переписи на бывшем Каразинском хуторе боярина Блюменталя (жившего в городе Белебее) было 8 дворов и 42 жителя (28 мужчин, 14 женщин), преобладали татары и русские.
В 1921 году сюда переселились 11 семей из деревни Тархан, образовав земледельческое товарищество «Работник».
В 1925 году здесь было уже 20 хозяйств. В 1926 году деревня относилась к Шаранской волости Белебеевского кантона Башкирской АССР.
В 1929 году деревня вошла в состав колхоза «Интернационал», а с 1937 года — в составе самостоятельного колхоза им. Салавата. В 1932 году открылась школа, просуществовавшая один год, но через несколько лет открывшаяся вновь.
В 1939 году в деревне Каразбашево Старо-Тумбагушевского сельсовета Шаранского района проживало 158 жителей (80 мужчин, 78 женщин).
В 1952 году зафиксирована как село Каразыбаш, в дальнейшем — вновь деревня.
В 1959 году в деревне Каразыбаш Кичкиняшевского сельсовета проживало 168 человек (80 мужчин, 88 женщин).
В 1963 году деревня была включена в состав Туймазинского сельского района, с 1965 года — в составе Бакалинского, с 1967 года — вновь в Шаранском районе.
В 1970 году в деревне Старотумбагушевского сельсовета было 163 жителя (82 мужчины, 81 женщина).
По переписи 1979 года — 137 человек (68 мужчин, 69 женщин).
В 1989-м — 67 жителей (32 мужчины, 35 женщин).
В 2002 году здесь жило 77 человек (40 мужчин, 37 женщин), башкиры (77 %).
В 2010 году в деревне проживало 74 человека (38 мужчин, 36 женщин).

## Население
| 2002 | 2009 | 2010 |
| ---- | ---- | ---- |
| 77   | →77  | ↘74  |

## Инфраструктура
Деревня электрифицирована и газифицирована, состоит из двух улиц (Шоссейной и Родниковой). Есть кладбище, до недавнего времени действовал магазин.